# Règle de Hofmeister
Parmi les hypothèses et réflexions sur la phyllotaxie, et notamment sur la question de la régularité des motifs créés par la nature et leurs liens avec le nombre d'or, Wilhelm Friedrich Benedict Hofmeister (1824-1877), en 1868, dans son Handbuch der Physiologischen Botanik, propose la première règle simple qui rendrait compte a priori de la disposition spiralée des primordia :
« Le primordium apparaît périodiquement dans le plus grand espace disponible. »
Elle sera précisée et améliorée jusqu'à aujourd'hui, mais reste tout à fait valable dans l'esprit (cf. la section sur l'évolution des modèles et représentation, phyllotaxie).